# Брэдли, Фрэнсис Герберт
Фрэнсис Герберт Брэдли (англ. Francis Herbert Bradley; 30 января 1846, Клапем, графство Суррей — 18 сентября 1924 года, Оксфорд) — английский философ

-идеалист, глава школы абсолютного идеализма (британское неогегельянство). Наиболее известная работа — «Явление и действительность» (1893).
Почётный член Британской академии (1923).
Родился в семье пастора. Выпускник (учился в 1865-70 гг.) и затем преподаватель Оксфордского университета. Никогда не женился. Вёл образ жизни кабинетного ученого, почти затворника.

## Философия
В работе «Предпосылки критической истории» (1874) отрицал право истории называться наукой. В этике («Этические исследования», 1876) отстаивает императив самореализации:
Реализуй себя как самосознательный член бесконечного целого, реализуя это целое в себе. Если это целое поистине бесконечно и если твоя личная воля стала единой с ним, то ты также достиг крайней гомогенизации и спецификации вместе и достиг совершенной реализации
В своём труде «Абсолютный идеализм» Брэдли попытался соединить скептицизм Д. Юма и идеализм Г. Гегеля, добавив некоторые идеи трансцендентального идеализма И. Канта.
В сочинении «Явление и реальность» (1893) Брэдли выразил взгляд на диалектику как на доказательство противоречивости научного постижения мира и рассматривал диалектический метод как средство разложения чувственной данности для достижения истинной «сверхэмпирической» реальности, имеющей спиритуальный характер. Брэдли критикует различие первичных (протяженность) и вторичных (цвет) качеств, полагая, что из этого различия вырос материализм. На деле сами первичные качества оказываются субъективными. Брэдли отрицает историческое прочтение Гегеля, призывая отвергнуть спекуляции о генезисе. Абсолют есть полнота бытия и внеисторическая реальность.
Этические воззрения Брэдли строились на критике кантианской и утилитаристской позиций.

## Сочинения
- Явление и реальность (Явление и действительность) (англ. Appearance and Reality, L., 1893).
- Essays on Truth and Reality. Oxf., 1914.
- The Principles of Logic. L., 1922.
- Этические исследования (англ. Ethical Studies, 1876), Изд, N. Y., 1951, Oxf., 1962.
- Aphorisms (Oxford: privately printed at the Clarendon Press, 1930).
- Writings on Logic and Metaphysics edited and with introductions by James W. Allard and Guy Stock (Oxford: Clarendon Press, 1994).
- The Collected Works of F.H. Bradley, 12 volumes, edited and introduced by W.J. Mander and Carol A. Keene (Bristol: Thoemmes, 1999).

Публикации сочинений на русском языке
- Брэдли, Ф. Г. Что есть реальный Юлий Цезарь? // Вестник Московского университета. — 1989. — № 5.
- Брэдли Ф. Г. Этические исследования / Пер. с англ. Д. Бабушкиной.- СПб.: Издательство Русской христианской гуманитарной академии, 2010. — 421 с.- (Серия «Начала»). ISBN 978-5-88812-404-8